# Plaire à tout prix
 (mai 2020).
Plaire à tout prix (花とみつばち, Hana to Mitsubachi) est un manga créé par Moyoco Anno est paru chez Pika Édition. Ce manga compte 7 volumes.

## Synopsis
Masao est un jeune étudiant qui, dans sa classe prend le rôle du ringard, moche et débile. Tout le monde se moque de lui. Un jour, il va croiser le chemin de Noriko une étudiante dont il tombe amoureux mais, étant trop timide, n'ose pas l'aborder. Il se rend alors compte du rôle qu'il tient et décide de changer tout cela. Pour cela, il entre dans un salon de beauté pour homme, le Beauty World, qui va changer sa vie à jamais. Les autres le regardent autrement, mais Masao se laisse aller et entraîner dans des histoires compliquées, embarrassantes et drôles.